# Оёкский район
Оёкский район — район, существовавший в Сибирском крае РСФСР в 1926—1930 годах. Центр — село Оёк.
Оёкский район был образован 29 июня 1926 года в составе Иркутского округа Сибирского края на территории бывшей Оёкской волости Иркутского уезда Иркутской губернии.
Район по данным 1926 года включал 14 сельсоветов: Оёкский 1-й, Оёкский 2-й, Никольский, Тугутуйский, Еловский, Хоратский, Хомутовский, Кудинский, Котинский, Куядский, Бургасский, Куртунский, Голковский и Егоровский.
20 июля 1930 года Оёкский район был упразднён, а его территория передана в Иркутский район